# Richard Baer
Richard Baer (9. září 1911, Floß, Bavorsko – 17. června 1963, Frankfurt nad Mohanem, Západní Německo) byl nacistický válečný zločinec a důstojník v hodnosti SS-Sturmbannführer (Major). Nechvalně známým se stal kvůli svému působení od května 1944 do února 1945, kdy působil ve funkci velitele koncentračního tábora Auschwitz I.

## Biografie
Narodil se 9. září roku 1911 v bavorském městečku Floß jako syn sedláka a majitele obchodu se smíšeným zbožím. Absolvoval tamější lidovou školu a po jejím dokončení v roce 1925 nastoupil na učiliště v oboru pekař-cukrář v nedalekém městě Weiden.
Po dokončení učiliště nastoupil na praxi u kavárníka Fritze Starka ve Weidenu a zároveň si v roce 1932 dodělal tovaryšskou zkoušku. Následně pracoval v továrně na perníky a později v několika cukrárnách v Bayreuthu, Weidenu a Würzburgu.
Následně vstoupil v roce 1932 do SS a stal se strážným v koncentračním táboře Dachau. V roce 1939 vstoupil do jednotek SS-Totenkopfverbände a byl jmenován pobočníkem v koncentračním táboře Neuengamme a tuto funkci následně zastával i v táborech Oranienburg, Columbia-Haus a Sachsenhausen. V KT Neuengamme se podílel na vraždění sovětských válečných zajatců ve speciálních plynových komorách a selekci vězňů pro takzvanou operaci 14f13 v rámci Akce T4. Od listopadu 1942 do května 1944 byl pobočníkem SS-Obergruppenführera Oswalda Pohla, toho času šéfa Wirtschaftsverwaltungshauptamt (kanceláře SS pro ekonomickou politiku). V listopadu 1943 se stal šéfem inspektorátu koncentračních táborů. Téhož roku nahradil ve funkci velitele vyhlazovacího tábora Auschwitz-Birkenau Arthura Liebehenschela a stal se tak třetím a posledním velitelem tohoto vyhlazovacího tábora. Tuto funkci zastával až do rozpuštění tábora počátkem roku 1945. Dne 1. února 1945 nahradil Baer Otto Förschnera velitele koncentračního tábora Mittelbau-Dora.
Na konci války uprchl a žil poblíž Hamburku pod jménem Karl Egon Neumann jako lesní pracovník. Během frankfurtských osvětimských procesů v říjnu 1960 byl na něj vydán zatykač a jeho fotografie se objevila ve všech německých novinách. Na základě fotografie jej poznal jeho spolupracovník, v prosinci 1960 byl krátce poté zatčen, co izraelská zpravodajská služba Mosad unesla z Argentiny Adolfa Eichmanna. Na radu svého právníka odmítl svědčit a během svého zadržení ještě před soudním procesem zemřel v roce 1963 na srdeční infarkt.

## Shrnutí kariéry uSS

### Data povýšení
- SS-Untersturmführer – 11. září 1938
- SS-Obersturmführer – 9. listopad 1940
- SS-Hauptsturmführer – 9. prosinec 1942
- SS-Sturmbannführer – 21. červen 1944

### Vyznamenání
- Železný kříž I. třídy
- Železný kříž II. třídy
- Válečný záslužný kříž II. třídy s meči
- Medaile za východní frontu
- Útočný odznak pěchoty v bronzu
- Odznak za zranění v černém
- Čestný prýmek starého bojovníka
- Německý sportovní odznak
- Totenkopfring
- Čestná dýka Reichsführera-SS